# Andromède XXXIII
Pour les articles homonymes, voir Perseus.
Andromède XXXIII (Andromeda XXXIII), aussi nommée Persée I (Perseus I), est une galaxie naine du Groupe local proche de la galaxie d'Andromède, située à 364 ± 14 kpc et découverte en 2013 grâce au relevé Pan-STARRS1. Sa brillance de surface est de 25,7 ± 1,0 mag arcsec−2, sa magnitude absolue en bande V est de −10,3 ± 0,7 mag et son rayon effectif et de 400 ± 105 pc . La vitesse radiale héliocentrique d'Andromède XXXIII est de −326 ± 3 km s−1 et sa dispersion de vitesse centrale est de 4,2 ± 4 km s−1 . Enfin sa métallicité est de −2,0 ± 0,2.